# Obrium xanthum
Obrium xanthum är en skalbaggsart som beskrevs av Hovore och Chemsak 1980. Obrium xanthum ingår i släktet Obrium och familjen långhorningar.
Artens utbredningsområde är Guatemala. Inga underarter finns listade i Catalogue of Life.